# جامعة تلعفر
جامعة تلعفر هي إحدى الجامعات العراقية الحكومية. تقع في قضاء تلعفر على بعد حوالي 63 كلم عن الموصل (مركز محافظة نينوى). تأسست الجامعة في حزيران 2014 وهي تابعة لوزارة البحث العلمي والتعليم العالي العراقية. تتكون جامعة تلعفر من ثلاث كليات: كلية التمريض، كلية التربية الأساسية، وكلية الزراعة. تقدم الجامعة عددًا من الخدمات، مثل سكن الطلاب، المركز الرياضي، الخدمات المهنية، الخدمات الإدارية، بما في ذلك مكاتب المساعدات المالية. بالإضافة إلى ذلك، تم إطلاق برنامج المنح الدراسية للطلاب الدوليين مؤخراً.

## الكليات
تضم الجامعة الكليات التالية:
- كلية التمريض، تأسست في العام 2013 وتضم قسماً واحداً (التمريض).
- كلية الزراعة، تأسست في العام 2013 وتضم الاقسام التالية:
  - قسم الإنتاج الحيواني.
  - قسم الإنتاج النباتي.
- كلية التربية الأساسية، تأسست في العام 2011 وتضم الاقسام التالية:
  - قسم اللغة العربية.
  - قسم الرياضيات.

## رؤساء الجامعة[10]
| ت | الصورة | الاسم                             | تاريخ الميلاد | تاريخ استلام المنصب | تاريخ مغادرة المنصب |
| - | ------ | --------------------------------- | ------------- | ------------------- | ------------------- |
| 1 |        | أ.د. عباس يونس الياس البياتي      | 01/07/1954    | 17/12/2013          | 18/06/2019          |
| 2 |        | أ.د. عبد العزيز أحمد عزيز آل چرّكأ | 01/07/1957    | 18/06/2019          | لحد الان            |